# Tetrakord
En tetrakord (af tetra; 'fire' og chorde; 'streng') er i musikken en tonerække på fire toner, som tilsammen udgør en ren kvart. 
Begrebet blev opfundet af det gamle Grækenlands musikteoretikere.
Den joniske, doriske og frygiske skala består hver især af to tetrakorder med samme intervalstruktur. Den joniske tetrakord (dur) består af to heltoneskridt og et halvtoneskridt, hvilket kan skrives som 'w-w-h'.
Ved at sammensætte to tetrakorder med intervalstrukturen "hel, hel, halv", får man en dur-skala. Intervallet mellem de to tetrakorder skal være et heltoneskridt.
C D E F er den første tetrakord i en C-dur-skala, og G A H C er anden tetrakord. Første tone i første tetrakord er altså den samme tone som sidste tone i tetrakord nummer to.
Ved at sætte en tetrakord med intervalstrukturen 'hel, hel, halv' ovenpå den øverste tetrakord i en C-dur-skala (G A H C) får man en G-dur-skala (G A H C D E F# G).
Hvis man tager den sidste tetrakord i en dur-skala og sætter en tetrakord mere ovenpå med samme intervalstruktur som den første, kan man altså bevæge sig med uret i kvintcirklen.